# Imagine (album)
Imagine je druhým sólovým albem Johna Lennona, které je zároveň jeho nejpopulárnějším projektem. Album bylo nahráno a vydáno v roce 1971. Skladby z alba jsou jemněji laděné a méně avantgardní než skladby jeho předešlého alba, které vydal pod názvem John Lennon/Plastic Ono Band. Podle Lennonových vyjádření mu při tvorbě alba šlo o to, aby své myšlenky polil čokoládovou polevou, která je zajímavější pro širší spektrum publika.
Základ alba byl nahrán v Lennonově domácím studiu (Ascot Sound Studios v Tittenhurst Park), některé dodatečné party byly dotočeny ve studiu Record Plant v New Yorku. Spoluproducenty alba byli Phil Spector, John Lennon a Yoko Ono. Pracovní materiály, které během nahrávání vznikly a na kterých je zdokumentovaný vývoj hudebních nápadů během realizace některých skladeb, vyšel na videu s názvem Gimme Some Truth: The Making of John Lennon's Imagine.
Titulní skladba "Imagine" se stala tzv. Signature songem Johna Lennona a jedním z nejznámějších hudebních apelů pro prezentaci myšlenky světového míru.
Populárními jsou i skladby "Jealous Guy" (skladba, která vznikla v Indii už v roce 1968 při nahrávaní alba The Beatles po názvem "Child of Nature"), "Oh My Love" (kompozice, která vznikla ve spolupráci s Yoko Ono), či meditativní skladba "How?".
Album Imagine obsahuje i rock n' rollově laděné skladby "Crippled Inside" a "It's So Hard", jako i provokativní píseň "Gimme Some Truth", která vznikala se skupinou The Beatles ještě během nahrávání Let It Be. Původně první (vinylovou) stranu alba Imagine uzavírá kakofonickou směsí tónů politický song "I Don't Wanna Be a Soldier Mama".

## Uznání
Už v době jeho prvního vydání v září a říjnu 1971 bylo Imagine kritikou pozitivně přijato a stalo se světovou jedničkou se stálým prodejem. "Titulní skladba" dosáhla třetího místo v žebříčcích USA a v Spojeném království se dostala na první pozici. V roce 2000 vznikla pod dohledem Yoko Ono remasterovaná reedice alba Imagine.
V roce 2003 se Imagine v hodnocení časopisu Rolling Stone dostalo na 76. místo seznamu 500 nejlepších alb všech dob. Zároveň byla vytvořena zlatá remasterovaná kopie ve studiu Mobile Fidelity Sound Lab.

## Seznam skladeb
Autorem je John Lennon, krom uvedených výjimek.
1. "Imagine" – 3:01
2. "Crippled Inside" – 3:47
3. "Jealous Guy" – 4:14
4. "It's So Hard" – 2:25
5. "I Don't Wanna Be a Soldier" – 6:05
6. "Gimme Some Truth" – 3:16
7. "Oh My Love" (John Lennon/Yoko Ono) – 2:44
8. "How Do You Sleep?" – 5:36
9. "How?" – 3:43
10. "Oh Yoko!" – 4:20

## Výroba alba
- John Lennon – kytara, klavír, harmonika, píšťala, zpěv
- George Harrison – kytara, slide kytara, dobro
- Tom Evans (Badfinger) – kytara
- Rod Linton – kytara
- Joey Molland (Badfinger) – kytara
- John Tout (Renaissance) – klavír (na obalu chybně kytara)
- Ted Turner – kytara
- Klaus Voormann – baskytara
- Nicky Hopkins – klavír, elektrický klavír
- John Barham – harmonium, klávesy, vibrafon
- Alan White – bicí, perkuse
- Michael Pinder – perkuse
- Jim Gordon – bicí, perkuse
- Jim Keltner – bicí, perkuse
- J&P Duo Group – vokály
- King Curtis – saxofon